# Монастир Ліпса

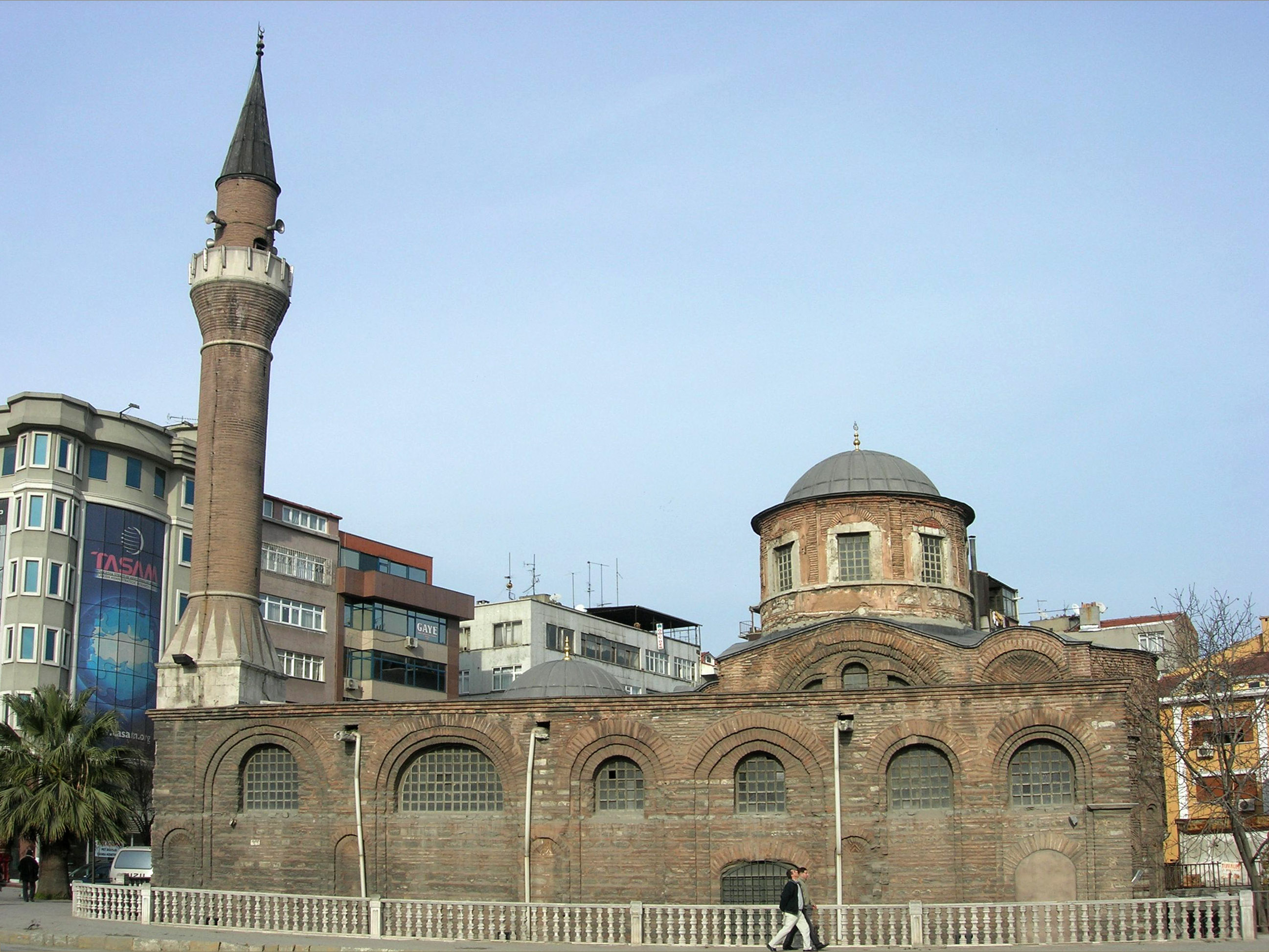
Південний вид мечеті, колишньої церкви Святого Іоанна Хрестителя, у 2007

Монастир Ліпса — жіночий монастир, заснований близько 908 в Константинополі працями друнгарія Костянтина Ліпса. Незабаром після того була освячена у присутності самого Лева Мудрого невелика соборна церква розмірами 13 на 9,5 метрів, з багатогранною середньою апсидою та двома ярусами вікон — потрійних унизу та щілиновидних вище. У цілому нині, початкова архітектура храму дуже близька кафолікону Мірелейона.
До пограбування хрестоносцями в 1204 в соборі зберігалися реліквії — стопи апостола Павла, що залишилися в камені, і оправлена в золото голова апостола Пилипа.
Палеологи прибудували до монастиря церкву Іоанна Предтечі. Вона була закладена з південного боку монастиря Ліпса в Константинополі імператрицею Феодорою - вдовою відновника імперії Михайла VIII. У храмі, насамперед багато прикрашеному фресками і мозаїками, була похована не лише сама імператриця, а й її сини — Костянтин та Андронік II, а також дружина останнього. Одне з останніх поховань належить московській великій князівні Анні Василівні, дружині імператора Іоанна VII.
З погляду архітектури церква виділяється подовженою на західний манер вимою та широким (370 см у діаметрі) куполом.
Протягом XIV століття церква розширена за рахунок прибудови боковий вівтар, паперті та лікарні.
При султані Баязиді II (ймовірно, в 1496) обидва храми об'єднані в мечеть Фенарі Іса.
Будівлі горіли у 1633 та 1918, реставровані у 1980-х.

## Галерея

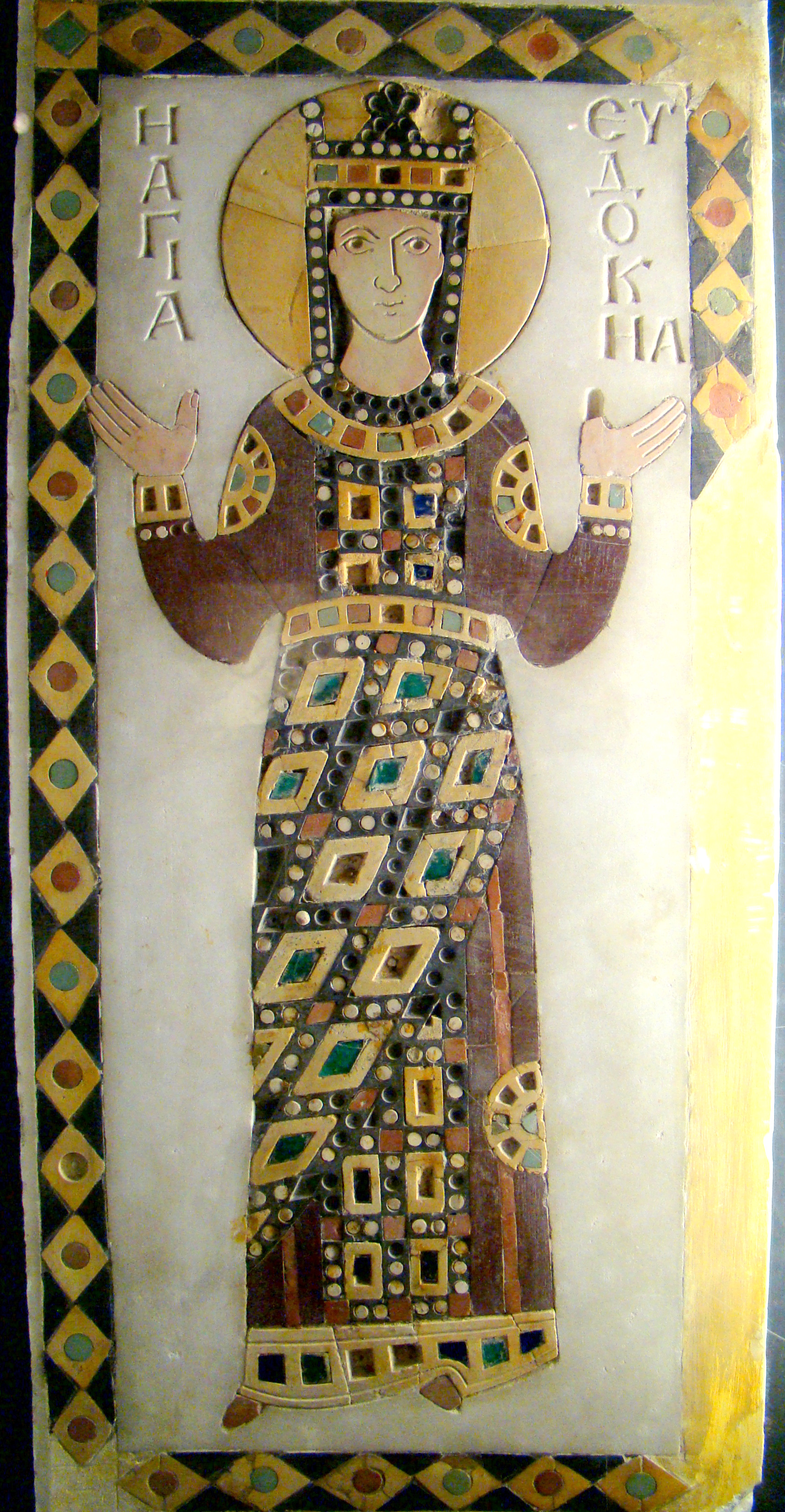
Кольоровий камінь, декор на мармур (штучна мозаїка) із зображенням імператриці Євдокії як святої, X чи XI століття, нині в Археологічному музеї Стамбула
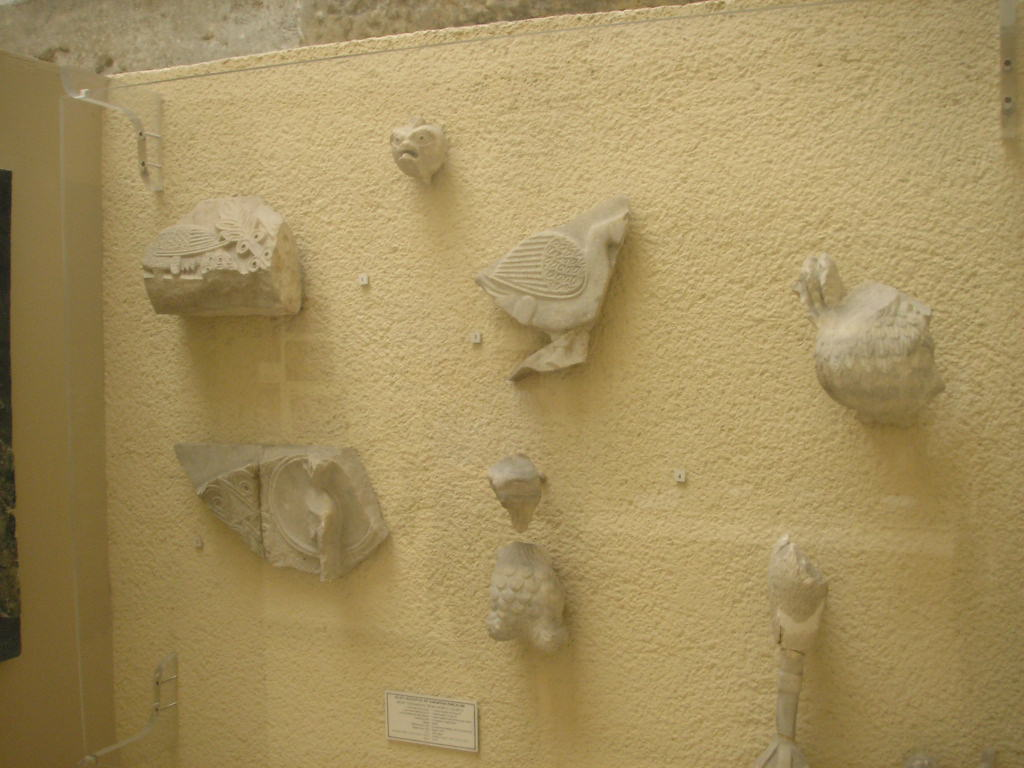
Візантійські залишки від Північної Церкви (які містяться в Стамбульському Археологічному музеї)
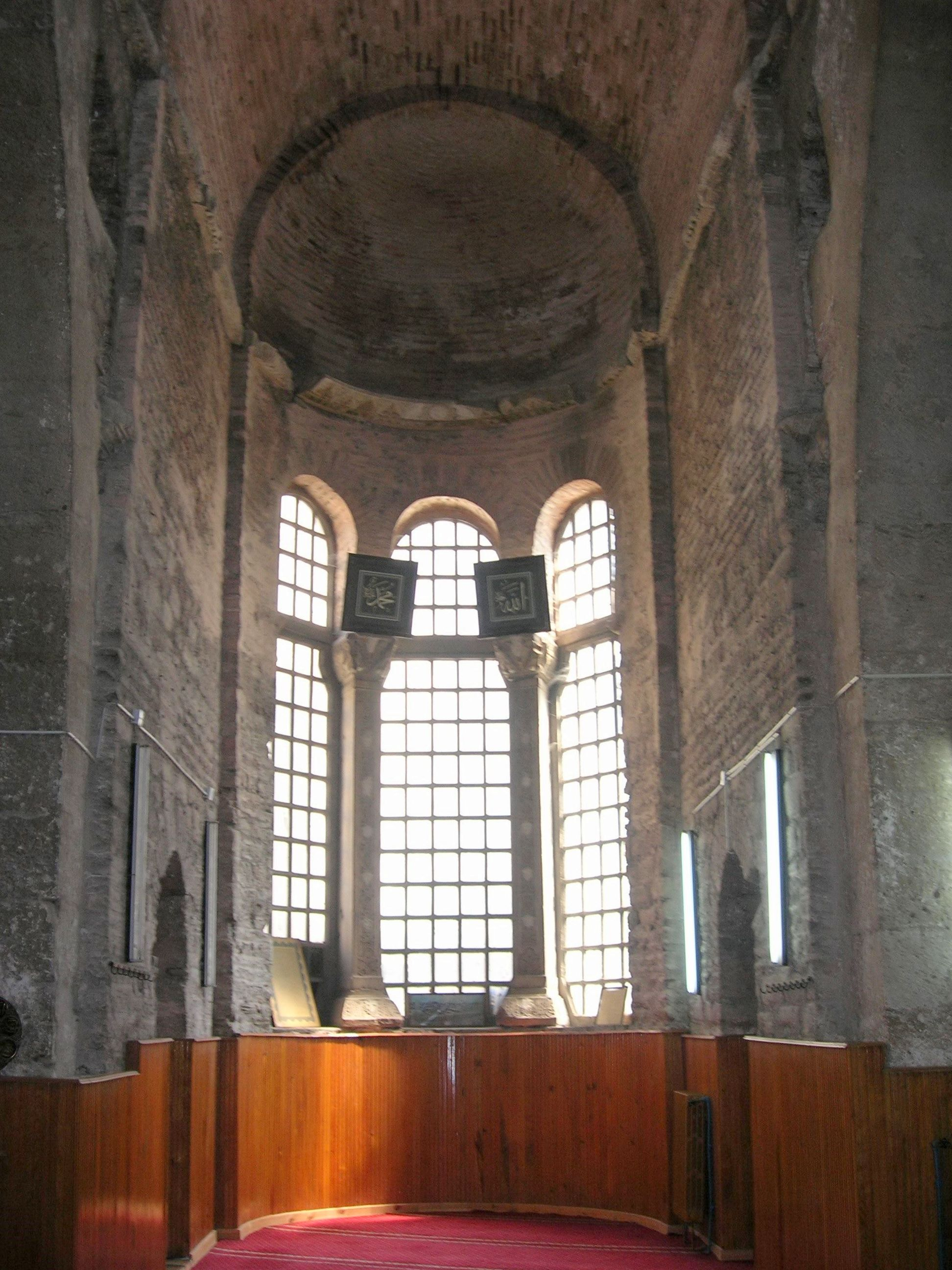
Інтер'єр Північної Церкви
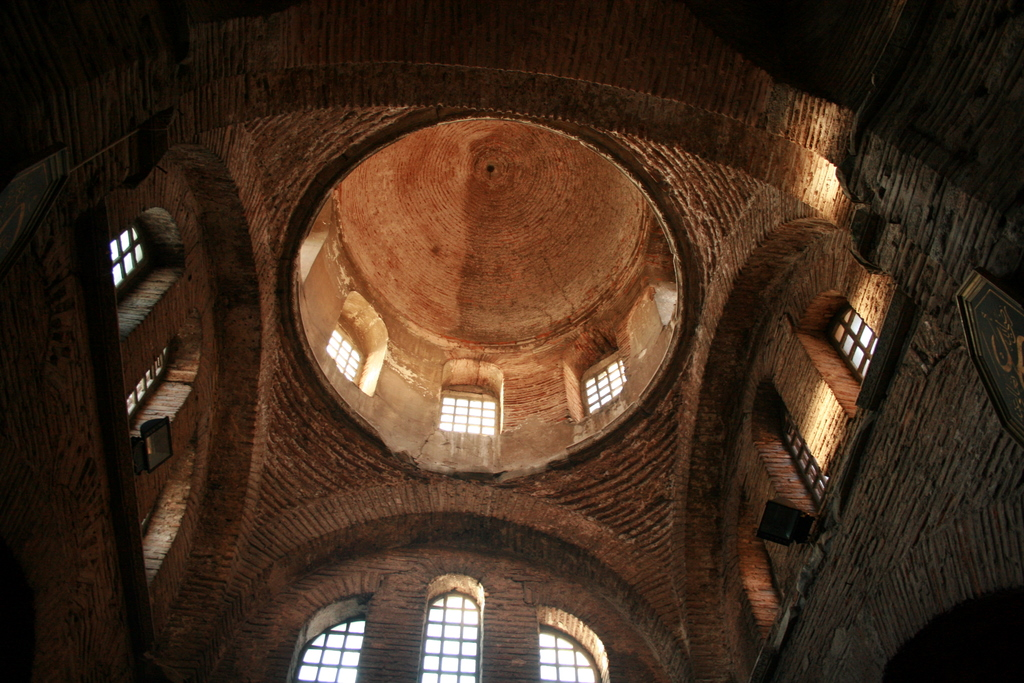
Купол Північної Церкви
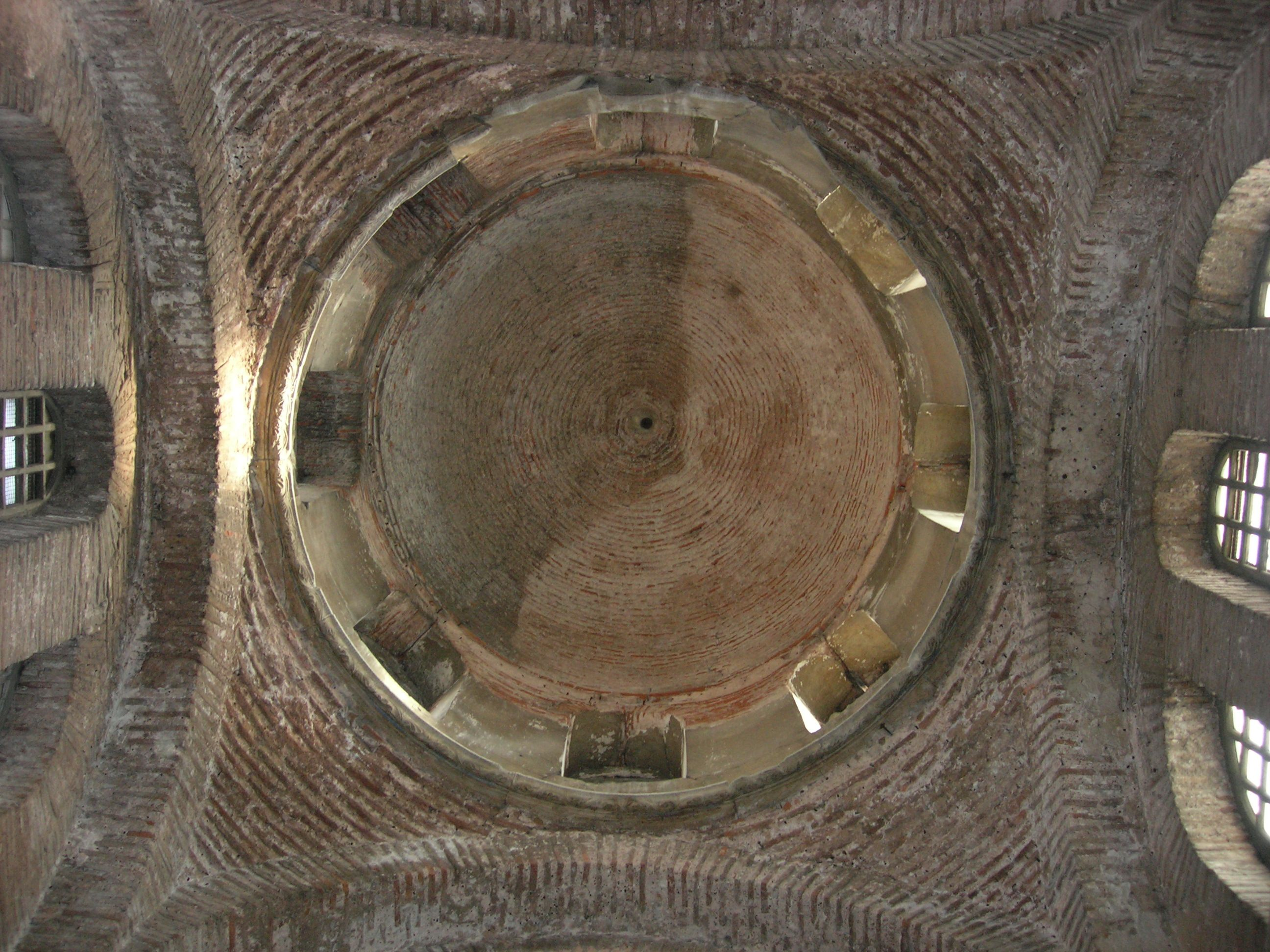
Купол Церкви Святого Іоанна Хрестителя